# Pont Nelson Mandela
El Pont Nelson Mandela està ubicat al municipi del Prat de Llobregat i és l'últim pont sobre el riu Llobregat abans d'arribar a la seva desembocadura. Es va inaugurar el mes d'abril del 2015 i es va batejar amb en nom del polític sud-africà Nelson Mandela l'11 de febrer del 2016. Fins llavors s'havia conegut com a Pont del polígon Pratenc, pont del Vial Port - Aeroport, pont de la Gola del Llobregat o simplement com a nou pont del Prat.

## Projecte

Evolució de les obres entre 2008-2015

L'obra està situada al Prat de Llobregat, Barcelona, entre el Port de Barcelona i l'Aeroport del Prat; el pont suporta el vial que unirà les dues infraestructures molt a prop de l'espai natural protegit del Delta del Llobregat, que compta amb una valuosa diversitat de vegetació i fauna, aus particularment. També limita amb el Parc Agrari del Llobregat, una zona agrícola que aguanta a pesar de la pressió urbanística que rep de l'Àrea Metropolitana de Barcelona.
Per ampliar el Port de Barcelona es va desviar el Llobregat, degut a aquesta actuació el Polígon Pratenc va quedar gairebé aïllat del nucli urbà del Prat. Amb la construcció del nou pont es dona accés directe a la zona i es millora la connexió amb la Zona d'Activitats Logístiques del Port (ZAL).

## Característiques tècniques
El pont té 304 m de longitud, amb el tram central és de 150 m, i l'ample és de 29 m. Combina l'esquema resistent de dos arcs inclinats lateralment amb tauler intermedi i les piles amb forma de trípode invertit.
El pont destaca entre els ponts del Llobregat i entre els ponts de Catalunya. La seva llum principal, 150 m, el situa en tercera posició, igualant al pont sobre l'Ebre de Riba-roja. En primer i segón lloc queden els pont de Tortosa (180 m) i el de Mora d'Ebre (170 m). El Pont Nelson Mandela és una obra icónica amb un formalisme estructural singular, que a més a més és el major arc de Catalunya.
Quant a la tipologia estructural, el tram central està suportat pels arcs superiors i les piles inclinades s'encasten al tauler formant un esquema de pòrtic.
El tauler és un calaix tricel·lular de formigó postesar de 29 m d'ample i cantell constant de 2,50 m. El parament inferior és una superfície corba circular.

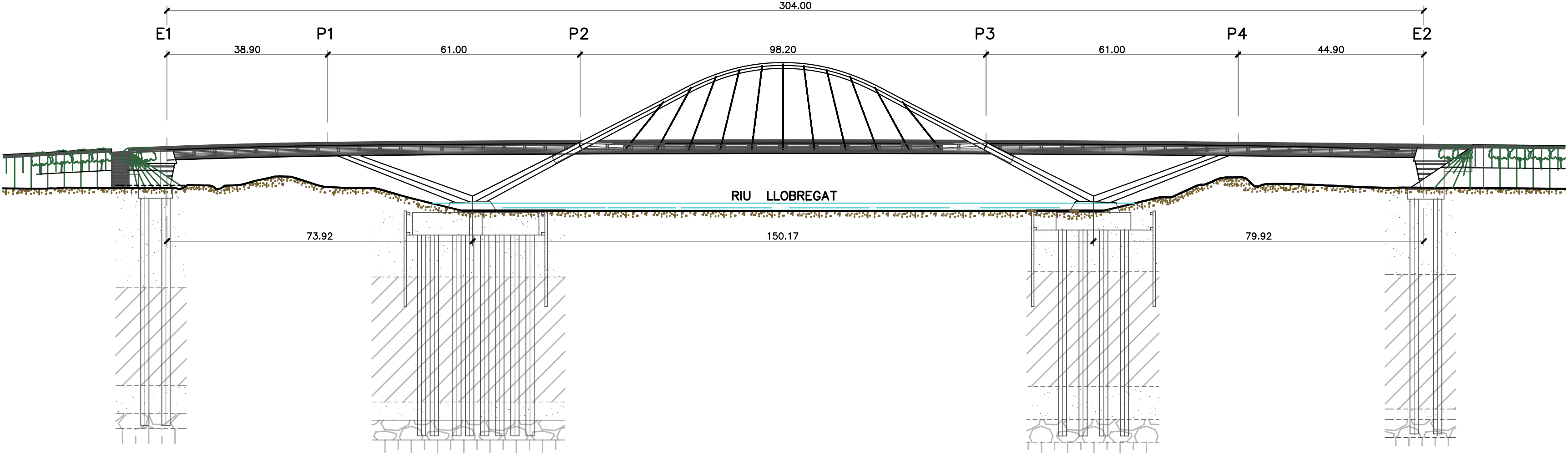
Alçat general del Pont Nelson Mandela, El Prat de Llobregat.

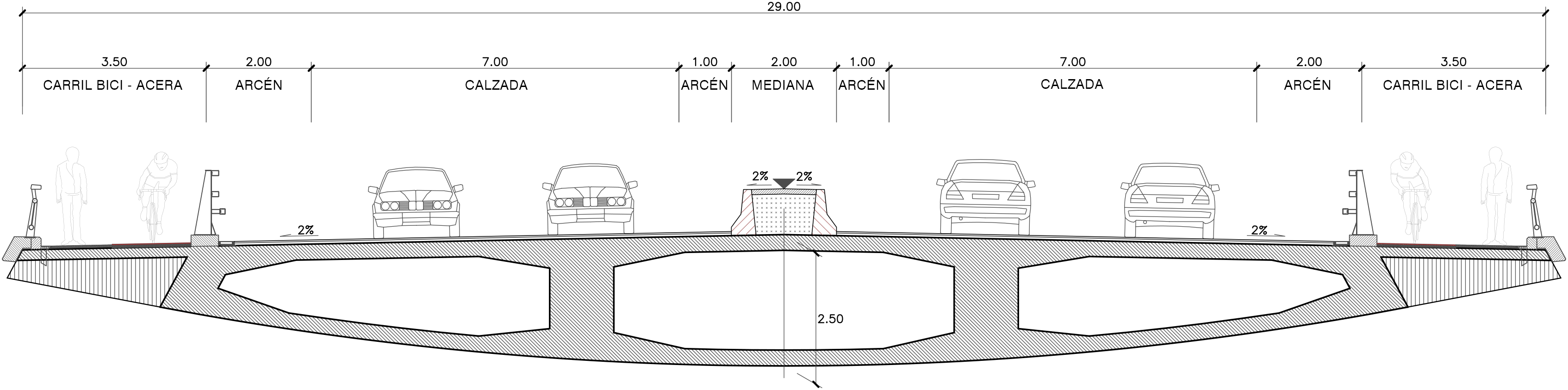
Secció tipus del Pont Nelson Mandela, El Prat de Llobregat.

## Execució de les obres
L'obra es va licitar per Infraestructures de la Generalitat de Catalunya el 2008 i es va inaugurar l'abril del 2015. L'obra va tenir un cost de 29 milions d'euros.
Les obres van ser executades per l'empresa contractista principal COPISA i els subcontractistes van ser Mekano4 (per el post-tesat), VSL (que va instal·lar els tirants i aparells de recolzament, Cimbras y geotécnica, SL (cindri) i CEMEX (per el formigó). El control de qualitat el va realitzar Paymacotas, SA, Eptisa, SL, Metiri Consulting, SL. El projecte inicial el van realitzar les empreses Geoplank, SA i APIA XXI, la direcció de les obres va ser a càrrec d'Enginyeria Reventós, SL i SAEM.

## Galeria d'imatges

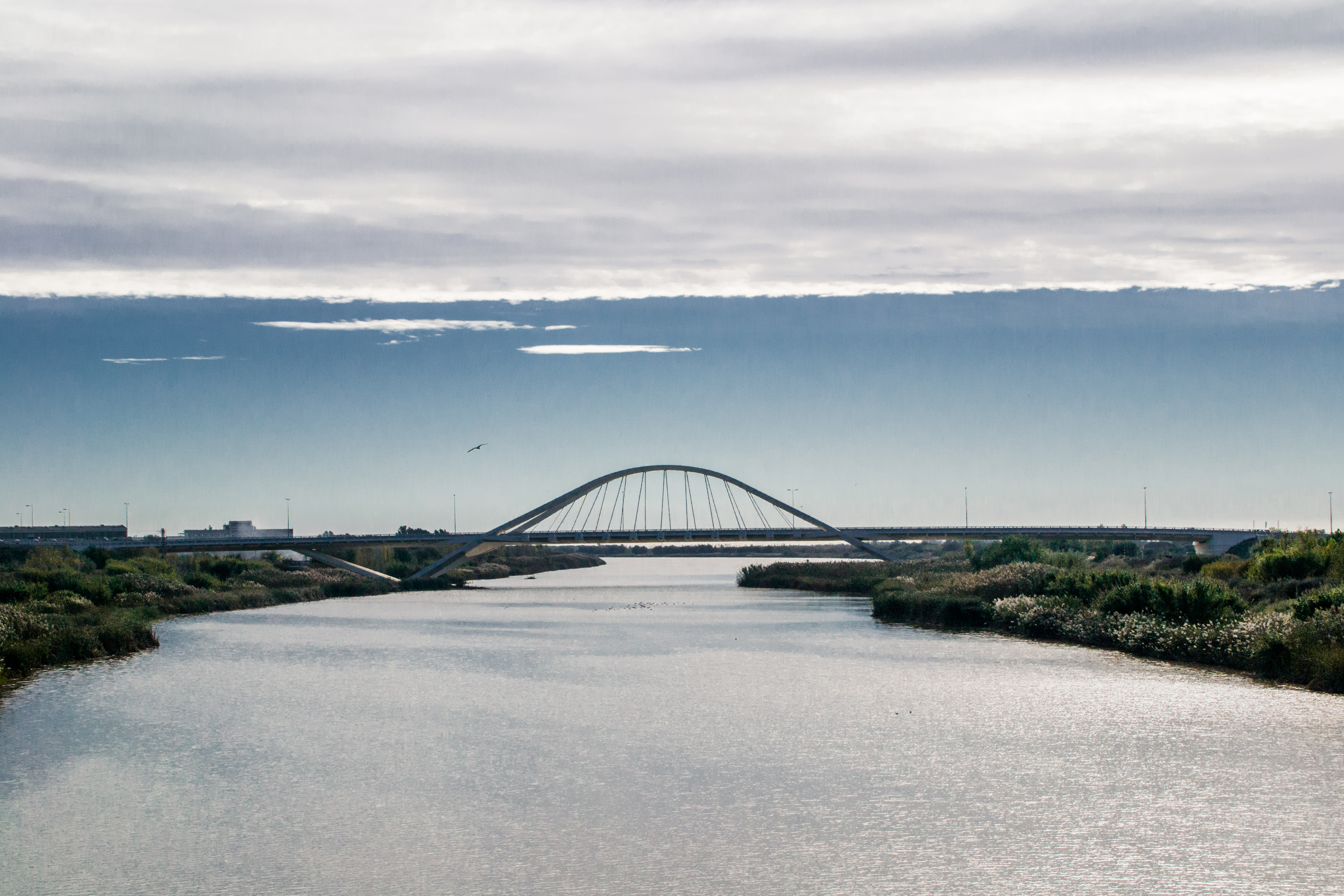
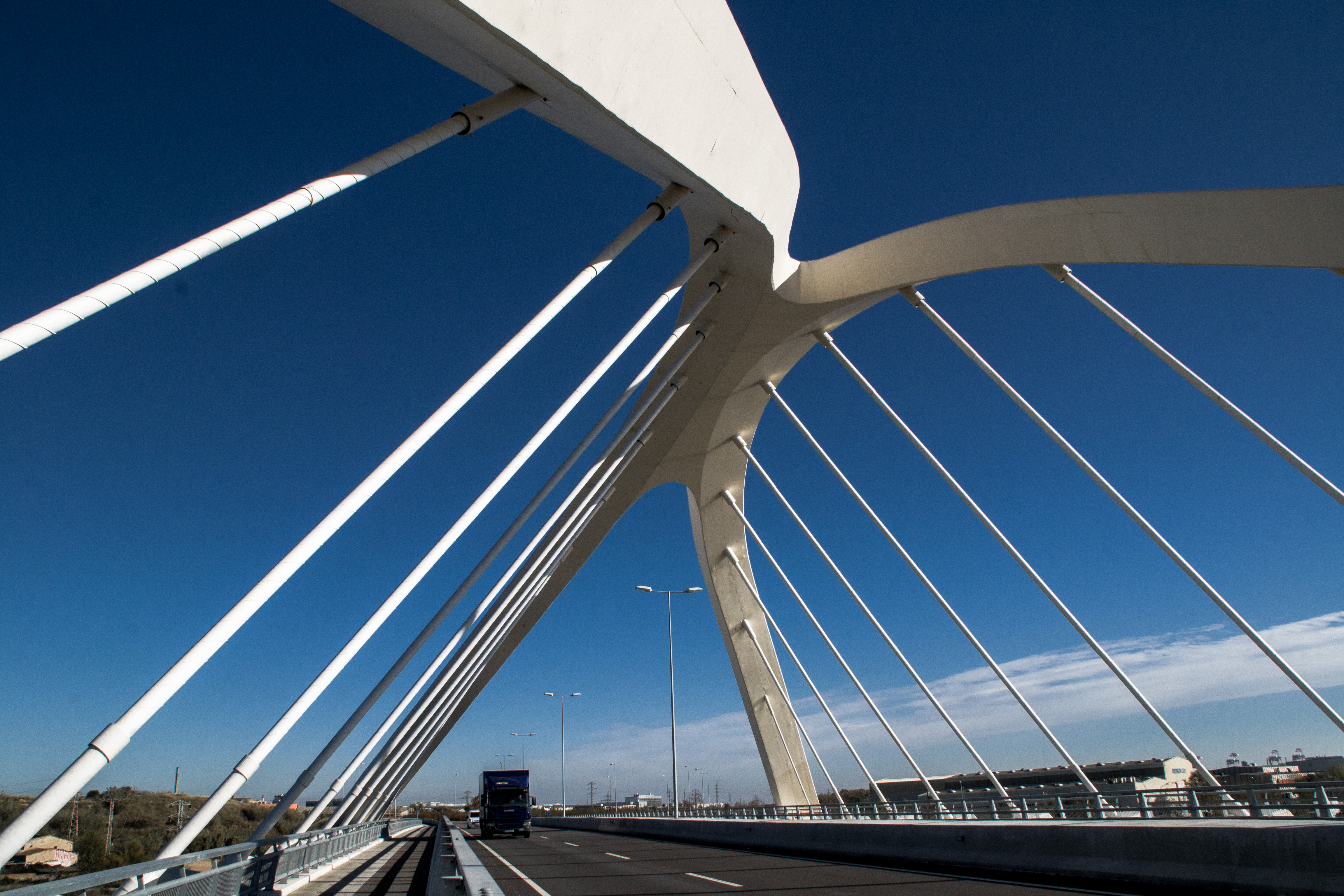

## Premis i reconeixements
- Obra finalista en la categoria de Infraestructures i urbanisme del Premi Obres CEMEX.[11]